# Selenicereus rubineus
Selenicereus rubineus és una espècie fanerògama que pertany a la família de les cactàcies (Cactaceae).

## Descripció
Selenicereus rubineus creix estenent-se cap amunt amb tiges molt ramificades amb 3 (o més) metres de llargada, de color verd clar, llisos i puntejats de color blanc. Les seves 4 a 5 costelles baixes fan de 4 a 5 mm d'alçada i una mica arrodonides a les vores. De les arèoles, que estan separades entre 4 i 4,5 cm i cobertes de llana blanca i arrissada, sorgeix una espina majoritàriament única, adossada i urticant, de fins a 2 mm de llarg.
Les flors fan de 18 a 19 cm de llarg i fan un diàmetre de fins a 18 cm. El periant exterior és de color rosa-magenta per sota i de color crema verdós amb matisos rosats a la meitat superior. El periant intern és de color crema a blanc i rosa fosc a la base. L'hipant està cobert d'escates amples, espines i llana de color crema. Els fruits no es descriuen.

## Distribució
Selenicereus rubineus es distribueix al sud de Mèxic a l'estat d'Oaxaca.

## Taxonomia
Selenicereus rubineus va ser descrita per Myron William Kimnach i publicat a Cactus and Succulent Journal 65(1): 17–18, f. 1–3, a l'any 1993.
Etimologia
- Selenicereus: nom genèric es deriva del grec Σελήνη (Selene), la deessa de la lluna i cereus, que significa 'espelma' en llatí, en referència a les flors nocturnes.

- rubineus: epítet llatí que significa vermell robí i fa referència al color del periant de la seva base.[2]